# Ateuchus laterale
Ateuchus laterale là một loài bọ cánh cứng trong họ Bọ hung (Scarabaeidae).